# Сьверчинек (Мазовецьке воєводство)
Сьверчинек (пол. Świerczynek) — село в Польщі, у гміні Дробін Плоцького повіту Мазовецького воєводства.
Населення — 337 осіб (2011).
У 1975-1998 роках село належало до Плоцького воєводства.

## Демографія
Демографічна структура станом на 31 березня 2011 року:
|          | Загалом | Допрацездатний вік | Працездатний вік | Постпрацездатний вік |
| -------- | ------- | ------------------ | ---------------- | -------------------- |
| Чоловіки | 167     | 35                 | 123              | 9                    |
| Жінки    | 170     | 41                 | 91               | 38                   |
| Разом    | 337     | 76                 | 214              | 47                   |